# Mielichhoferia megalocarpum
Mielichhoferia megalocarpum là một loài rêu trong họ Bryaceae. Loài này được Arn. Mitt. mô tả khoa học đầu tiên năm 1869.